# 2 volte genitori
2 volte genitori è un docu-film del 2008, diretto da Claudio Cipelletti e prodotto da AGedO, incentrato sulla considerazione dell'omosessualità da parte dei genitori.

## Soggetto
L'opera racconta ciò che accade all'interno delle famiglie quando i figli decidono di compiere coming out sulla propria sessualità mostrando un universo inaspettato, complesso e di grande fragilità. Il film indaga il percorso di accettazione tra aspettative tradite dei figli e l'accettazione non tanto dell'omosessualità ma della propria rinascita come genitori.

## Produzione
Il film ha goduto di un finanziamento dalla Commissione Europea nell’ambito del Programma Daphne II “Family matters - Sostenere le famiglie per prevenire la violenza contro giovani gay e lesbiche”.

## Distribuzione
Il film ha goduto di una distribuzione limitata in Italia e ha incassato complessivamente 5.9 mila euro.

## Accoglienza
Il Morandini ha dato all'opera un voto di 3 stelle su 5 apprezzando in particolar modo l'assenza di ipocrisia dell'autore nella messa in scena.

## Riconoscimenti
Nella categoria Miglior documentario
- 23º Festival MIX Milano – 2009
- Valladolid Festival Cinhomo – 2010
- Bruxelles Festival Gay & Lesbien de Belgique – 2011
- Zurigo Festival Pink Apple – 2011
- Amburgo Lesbisch Schwule Filmtage Hamburg – 2011
- Asti Film Festival – 2011 (premi giuria e pubblico)